# Власов, Владимир Александрович (государственный деятель)
Влади́мир Алекса́ндрович Вла́сов — российский государственный деятель, в 2012 году — председатель Правительства Свердловской области.

## Биография
Родился в Асбесте 13 февраля 1958 года.
После окончания средней школы № 30 поступил в Асбестовский горный техникум, который в 1978 году окончил с отличием.
В 1978—1980 гг. — проходил срочную военную службу в пограничных войсках, награждён знаками «Отличник погранвойск I и II степени». В 1978 и в 1980—1987 гг. работал в вагоноремонтном депо южного рудоуправления комбината «Ураласбест»: электрослесарь, заместитель начальника службы.

## Образование
Заочно окончил Свердловский горный институт. В 1994 году — Уральский кадровый центр.

## Карьера
- В 1987 году направлен для работы в городской комитет КПСС города Асбеста. В этот период (с 1986 по 1991 год) Асбестовским горкомом КПСС руководил Александр Гусев, который в 1990 году непродолжительное время являлся первым секретарем обкома КПСС. Гусев возглавлял Асбестовский горсовет в период с 1990 по 1993 год.
- С 1990 года — заместитель председателя исполкома Асбестовского городского Совета (председатель — будущий депутат Областной думы, руководитель администрации Губернатора Свердловской области Юрий Пинаев).
- С 1992 года — заместитель главы города Асбеста по социальным вопросам (главы города — Юрий Пинаев (до 1994 года), Владимир Клостер (1994—1995), Валерий Белошейкин (1995—1996)).
- В 1996 году был избран главой муниципального образования город Асбест. Переизбирался дважды в 2000 и 2004 году. В 2004 году на выборах мэра набрал 80,6 % голосов (при низкой явке — 24,48 %)[3].
- С 12 декабря 2005 года — заместитель председателя правительства Свердловской области по социальной политике. Приглашен на должность председателем областного правительства Алексеем Воробьевым для замены уходящего на пенсию Семёна Спектора[4].
- Сохранил свой пост после смены председателя правительства Алексея Воробьева на Виктора Кокшарова в июне 2007 года.
- С 24 декабря 2009 года в результате перестановок в правительстве, связанных с приходом нового губернатора Александра Мишарина и нового председателя правительства Анатолия Гредина, должность вице-премьера совмещал с должностью министра социальной защиты населения.
- С 13 апреля 2011 года — первый заместитель председателя правительства Свердловской области — министр социальной защиты населения Свердловской области. Назначен указом губернатора области Александром Мишариным в ходе структурной реформы областного правительства[5].
- 18 апреля 2012 года вступил в должность председателя правительства Свердловской области.
- 29 мая 2012 года сложил с себя полномочия председателя правительства, перейдя в ранг исполняющего обязанности, в связи с вступлением Куйвашева Евгения Владимировича в должность губернатора Свердловской области. Уволен с должности с 22 июня 2012 года[6].
- 26 июня 2012 года назначен первым заместителем председателя правительства Свердловской области.
- 18 сентября 2016 года избран депутатом Законодательного Собрания Свердловской области[7].